# Harold John Edward Peake
Harold John Edward Peake ou Harold Peake F. S. A (1867-1946) est un archéologue britannique et conservateur du West Berkshire Museum. Avec Herbert John Fleure il a écrit dix livres dans la série Corridors of Time de la série couvrant des aspects de l'archéologie et de l'anthropologie, ainsi que plusieurs ouvrages sur sa propre "théorie du prospecteur" et d'autres thèmes archéologiques.

## Théorie du prospecteur
Peake est surtout connu pour sa "Théorie du prospecteur" de l'école du diffusionisme en anthropologie qui soutient qu'un groupe de voyageurs de la Méditerranée orientale a colonisé l'Europe à partir d'environ 2800 avant J. C., en introduisant le dolmen. Contrairement à Grafton Elliot Smith, qui croyait que ces colons maritimes étaient égyptiens, Peake soutenait qu'ils étaient les descendants des sumériens. Peake a appelé ce groupe de voyageurs maritimes les "prospecteurs" parce qu'on croyait qu'ils étaient des commerçants ou des commerçants à la recherche de minerais et de métaux. Cette identification a été renforcée dans l'opinion de Peake par le fait que les gisements de métal de l'âge de bronze en Grande-Bretagne ont toujours été proches par dolmens, un argument également avancé par William James Perry. Peake a en outre soutenu que les "Prospecteurs" étaient brachycéphales (à tête large) et racialement un peuple alpin-méditerranéen intermédiaire.

## Publications
Corridors of Time
- The Corridors of Time: Apes and men (1927, avec Herbert John Fleure)
- The Corridors of Time: Peasants and Potters (1927, avec Herbert John Fleure)
- The Corridors of Time: Priests and Kings  (1927, avec Herbert John Fleure)
- The Corridors of Time: Hunters and artists (1927, avec Herbert John Fleure)
- The Corridors of Time: The steppe and the sown (1927, avec Herbert John Fleure)
- The Corridors of Time: The Way of the Sea (1929, avec Herbert John Fleure)
- The Corridors of Time: Merchant Venturers in Bronze (1929, avec Herbert John Fleure)
- The Corridors of Time: The Horse and the Sword (1933, avec Herbert John Fleure)
- The Corridors of Time: The Law and the Prophets (1936, avec Herbert John Fleure)
- The Corridors of Time: Times and Places (1956, avec Herbert John Fleure)[4]

Autres
- The Bronze Age and the Celtic World (1922)
- The English village: the Origin and Decay of its Community (1922)
- The Origins of Agriculture (1928)
- The Flood: New Light on an Old Story (1930)
- The Archaeology of Berkshire (1931)
- The Early Steps in Human Progress (1933)